# Karlistowscy pretendenci do tronu Hiszpanii
Karlistowscy pretendenci do tronu wywodzili się z głównej linii Burbonów hiszpańskich, w ciągu czterech generacji panujących na tronie w Madrycie od roku 1700. W początku lat 30. XIX wieku doszło do kontrowersji dotyczących sukcesji dynastycznej; niemający syna król Ferdynand VII na swojego następcę wyznaczył małoletnią córkę. Jego młodszy brat Karol uznał to za pogwałcenie obowiązujących zasad sukcesyjnych oraz jego własnego prawa do sukcesji, oraz po śmierci Ferdynanda w roku 1833 ogłosił się prawowitym królem. Dał tym początek linii karlistowskiej, obejmującej 4 generacje i 6 pretendentów:
| # | Imię           |  | Urodzony                | Zmarł                      | Czas rządów | wobec poprzednika | Rodzice                                            |
| - | -------------- |  | ----------------------- | -------------------------- | ----------- | ----------------- | -------------------------------------------------- |
| 1 | Karol V        |  | 29 marca 1788 Aranjuez  | 10 marca 1855 Triest       | 1833-1845   | -                 | Karol IV Hiszpański Maria Ludwika Burbon-Parmeńska |
| 2 | Karol VI       |  | 31 stycznia 1818 Madryt | 13 stycznia 1861 Triest    | 1845-1860   | najstarszy syn    | Karol, hrabia Molina Maria Franciszka Bragança     |
| 3 | Jan III        |  | 15 maja 1822 Aranjuez   | 21 listopada 1887 Brighton | 1860-1868   | młodszy brat      | Karol, hrabia Molina Maria Franciszka Bragança     |
| 4 | Karol VII      |  | 30 marca 1848 Ljubljana | 18 lipca 1909 Varese       | 1868-1909   | najstarszy syn    | Jan, hrabia Montizon Maria Beatrycze Habsburg-Este |
| 5 | Jakub III      |  | 27 czerwca 1870 Vevey   | 9 października 1931 Paryż  | 1909-1931   | jedyny syn        | Karol, książę Madrytu Małgorzata Burbon-Parmeńska  |
| 6 | Alfons Karol I |  | 12 września 1849 Londyn | 29 września 1936 Wiedeń    | 1931-1936   | stryj             | Jan, hrabia Montizon Maria Beatrycze Habsburg-Este |

Po bezpotomnej śmierci Alfonsa Karola linia wygasła. Od tego czasu pojawiło się wiele interpretacji dotyczących zasad karlistowskiej sukcesji, a ich zwolennicy przedstawiali i przedstawiają własnych pretendentów. Niektórzy z nich faktycznie zgłaszali lub zgłaszają pretensje do tronu w Madrycie, choć inni ograniczają się do niejasnych sformułowań (np. o „prawach sukcesyjnych”), przyjmują zastępcze tytuły (np. „chorąży tradycji”) lub zachowują milczenie. Należą oni do czterech linii dynastycznych, a obecnie (2023) w związku z pretensjami dynastycznymi wymienia się 6 osób:
- Linia Borbón-Parma. Wydzieliła się z pnia Burbonów hiszpańskich w połowie XVIII wieku, a jej przedstawiciele władali w Księstwie Parmy. W roku 1936 Alfons Karol wyznaczył kolejnego jej przedstawiciela, Franciszka Ksawerego (1889-1977), na tymczasowego regenta[2]. Tenże zgłosił po raz pierwszy pretensje do tronu w roku 1952[3], a potem potwierdził je w 1965[4]; abdykował w roku 1975 na rzecz najstarszego syna, Karola Hugona (1930-2010)[5]. Ten z czasem przestał zgłaszać pretensje do tronu, choć w 2003 ponownie je przedstawił. Po jego śmierci zwolennicy tej linii za sukcesora uznali jego najstarszego syna, Karola Ksawerego (ur. 1970), który w niektórych wypowiedziach dystansuje się od karlistowskich pretensji[6], a w niektórych je podtrzymuje; bierze też udział w karlistowskich uroczystościach[7]. Natomiast część karlistów za prawowitego następcę uważa młodszego brata Karola Hugona, Sykstusa Henryka (ur. 1940), który unika zgłaszania formalnych pretensji ale przedstawia się jako dziedzic karlistowskiej tradycji dynastycznej[8].

- Linia Borbón y Battenberg. Wywodzi się bezpośrednio od córki Ferdynanda VII, Izabeli (która jako Izabela II rządziła w Hiszpanii w latach 1833-1868), jej syna Alfonsa (który jako Alfons XII rządził w latach 1874-1885) i jego syna Alfonsa (który jako Alfons XIII rządził w latach 1886-1931). Po obaleniu tego ostatniego i jego śmierci w roku 1941 część karlistów zaczęła skłaniać się ku interpretacji, promującej jego trzeciego (a drugiego żyjącego) syna Jana (1913-1993) jako prawowitego króla. On sam w 1956 zadeklarował wierność karlistowskim ideałom i przez duże grono karlistów został uznany za monarchę[9]. Znaczna część z nich przeniosła potem to rozpoznanie na jego syna, Jana Karola (ur. 1938)[10], jako Jan Karol I panującego w latach 1975-2014; oficjalnie nigdy nie deklarował on sympatii do karlizmu. Podobnie jego syn, Filip (ur. 1968), od roku 2014 panujący jako król Filip VI, przez niektórych uważany jest za kolejnego władcę spełniającego kryteria karlistowskiej sukcesji[11]. Sporadycznie pojawiają się sugestie co do innych przedstawicieli tej linii, np. prawnuka Alfonsa XIII, Ludwika (ur. 1974)[12].

- Linia Habsburgo-Lorena y Borbón. Jedna z karlistowskich teorii sukcesyjnych uznaje, że w przypadku braku męskiego dziedzica prawa monarsze może przekazać (sama ich nie przejmując) córka ostatniego króla na swojego własnego syna[13]. Po śmierci Alfonsa Karola taką interpretację część karlistów zastosowała wobec córki Karola VII, Blanki(inne języki), oraz jej czwartego żyjącego syna, Karola Piusa(inne języki) (1909-1953)[14]. Do czasu swojej niespodziewanej śmierci aktywnie zgłaszał on pretensje do tronu, był tolerowany przez administrację Franco i niektórzy sądzili, że dyktator ma wobec niego poważne plany. Po jego śmierci pretensje zgłosili jego dotychczas niezainteresowani starsi bracia, Antoni(inne języki) (1901-1987)[15] i Franciszek Józef(inne języki) (1905-1975)[16], w przypadku tego ostatniego podtrzymując je do śmierci. Syn tego pierwszego Dominik(inne języki) (ur. 1937) początkowo dystansował się od kwestii, ale z czasem podjął pretensje i wydaje dokumenty, w których przedstawia się jako prawowity król[17].

- Linia Bragança. Jedna z odmian teorii o przeniesiu praw monarszych przez córkę na jej syna (zob. powyżej odnośnie linii Habsburgo-Lorena y Borbón) uważa, że ma ona zastosowanie nie do ostatniego mającego córkę karlistowskiego pretendenta, ale do ostatniego mającego córkę prawowitego króla Hiszpanii (przed podziałem na linię alfonsyńską i karlistowską). Stosowana jest ona wobec króla Karola IV i jego córki, Karoliny Joachimy, żony portugalskiego króla Jana VI Bragança. Zgodnie z tą teorią, po śmierci Alfonsa Karola w roku 1936 prawa sukcesyjne przeszły na najstarszego żyjącego męskiego potomka tej pary, Edwarda Nuno (1907-1976)[18]. Choć był zwolennikiem tradycjonalizmu i zgłaszał pretensje do tronu portugalskiego, nigdy ani formalnie, ani prywatnie nie rościł pretensji do tronu hiszpańskiego, a grupa jego zwolenników wśród karlistów była niewielka. Po jego śmierci przenieśli oni swoje rozpoznanie na syna, Edwarda Piusa (ur. 1945)[19], który kontynuuje roszczenia ojca wobec tronu w Lizbonie, ale milczy na temat tronu w Madrycie

| 2023: alternatywni pretendenci do karlistowskiej korony (lub uważani za takich) |             |       |               |               |                |
|                                                                                 |             |       |               |               |                |
| Dominik                                                                         | Edward Pius | Filip | Karol Ksawery | Ludwik Alfons | Sykstus Henryk |